# Гундер Оксана Вікторівна
Окса́на Ві́кторівна Гу́ндер (нар. 8 березня 1984, Луцьк, Україна) — українська поетеса. Член Національної спілки письменників України (2004).

## Життєпис
Народилася 8 березня 1984 р. в м. Луцьк.
Закінчила філологічний факультет Волинського державного університету ім. Л. Українки.
Член літературної студії «Лесин кадуб», друкувалася в обласній пресі, колективних збірниках, журналах «Терен», «Дзвін», альманасі «Гранослов», «Київська Русь», антології «13х13» .
Відвідує Волинську обласну організацію творчої молоді «Лесин кадуб». Учасниця Всеукраїнських нарад молодих письменників.

## Доробок
Авторка поетичних збірок:
- «Фарбую мокрий дощ» (Луцьк, 2002),
- «Двері».

## Відзнаки
Дипломантка Міжнародного літературного конкурсу «Гранослов» (2002).